# DODDODO
DODDODO (どっどど) は、大阪府在住の日本の女性音楽家。サンプラーを多用して、ヒップホップや民族音楽など、様々な要素を取り入れた楽曲を発表している。
2005年にはヨーロッパツアーを実施し、ロンドンのレーベル Adaadat からも作品をリリースするなど、日本国外でも知られている。
2010年には、石井モタコ (オシリペンペンズ)、森雄太 (neco眠る) らと音楽レーベル「こんがりおんがく」を設立。そのレーベルでは、DODDODOは「DODDODO BAND」名義でも活動している。2011年に同レーベルから発表されたアルバム『ど』は、これまでの作品でも多用されたサンプリング音源に加えて、歌の要素が強くなった。
淡路島のゆるキャラ「あわじい」のテーマソングの作曲も行っている。

## ディスコグラフィー
- Bibibibibibin Vol.1 (2002年、RENDAREC) - Maruosaとのスプリットアルバム。
- Slime Core EP (2004年)
- どの道ドッドド (2006年、PowerShovel Audio)
- Sample Bitch Story (2006年、Adaadat)
- Greatereat (2006年)
- S/T (2008年、Less Than TV) - Limited Express (has gone?)とのスプリットアルバム。
- ど (2011年、こんがりおんがく)